# Стребин, Денис Сергеевич
Денис Сергеевич Стребин (17 августа 1980, Редкино, Калининская область — 1 марта 2000, Шатойский район, Чечня) — гвардии младший сержант Вооружённых Сил Российской Федерации, участник антитеррористических операций в период Второй чеченской войны, погиб при исполнении служебных обязанностей во время боя 6-й роты 104-го гвардейского воздушно-десантного полка у высоты 776 в Шатойском районе Чечни.

## Биография
Денис Сергеевич Стребин родился 17 августа 1980 года в посёлке Редкино Конаковского района Калининской (ныне — Тверская) области. В 1995 году окончил девять классов Конаковской средней школы № 1, после чего продолжал обучение в вечерней школе. В период учёбы активно занимался спортом. В ноябре 1998 года был призван на службу в Вооружённые Силы Российской Федерации и направлен в 76-ю гвардейскую воздушно-десантную дивизию, дислоцировавшуюся в городе Пскове. Спустя год службы стал командиром отделения 6-й парашютно-десантной роты 104-го гвардейского воздушно-десантного полка.
С началом Второй чеченской войны, в конце января 2000 года, в составе своего подразделения гвардии младший сержант Денис Стребин был направлен в Чеченскую Республику. Принимал активное участие в боевых операциях. С конца февраля 2000 года его рота дислоцировалась в районе населённого пункта Улус-Керт Шатойского района Чечни, на высоте под кодовым обозначение 776, расположенной около Аргунского ущелья. 1 марта 2000 года десантники приняли здесь бой против многократно превосходящих сил сепаратистов — против всего 90 военнослужащих федеральных войск, по разным оценкам, действовало от 700 до 2500 боевиков, прорывавшихся из окружения после битвы за райцентр — город Шатой. Вместе со всеми своими товарищами он отражал ожесточённые атаки боевиков Хаттаба и Шамиля Басаева. Действуя под шквальным огнём сепаратистов, Стребин корректировал огонь артиллерии по противнику. В разгар боя он получил ранение, но оставался в строю, продолжая передавать по радио координаты целей. В том бою Стребин погиб, как и 83 его сослуживца.
Похоронен на кладбище ЗАО «Ритуал-Сервис» в городе Конаково Тверской области.
Указом Президента Российской Федерации гвардии младший сержант Денис Сергеевич Стребин посмертно был удостоен ордена Мужества.

## Память
- В честь Дениса Стребина названа одна из улица города Конаково.
- Имя Стребина носит Конаковская средняя школа № 1, которую он когда-то оканчивал[2], на здании школы установлена мемориальная доска[4].
- В Конакове установлен памятник Денису Стребину[5].
- Имя Стребина увековечено на мемориале воинам-десантникам 6-й роты в Пскове и на мемориале сокольчанам, погибшим во время боевых действий.